# فهرست بزرگ‌ترین کتابخانه‌ها
فهرست بزرگترین کتابخانه‌های جهان

## بزرگ‌ترین کتابخانه‌های دنیا
| نام                           | کشور                | مکان                                                                                              | اندازه فهرست (تعداد آیتم‌ها)                  | بازدیدکنندگان در سال | بودجه              | کارکنان |
| ----------------------------- | ------------------- | ------------------------------------------------------------------------------------------------- | -------------------------------------------- | -------------------- | ------------------ | ------- |
| کتابخانه کنگره                | ایالات متحده آمریکا | واشینگتن، دی.سی.                                                                                  | 175 million+                                 | 1.9 million          | US$696.112 million | ۳۱۴۹    |
| کتابخانه بریتانیا             | بریتانیا            | لندن و بوستون سپا                                                                                 | 170–200 million                              | 1.75 million         | £141 million       | ۱۹۷۷    |
| کتابخانه شانگهای              | چین                 | شانگهای                                                                                           | 57 million                                   | _0001170000          | _01640000000       | _01972  |
| کتابخانه عمومی نیویورک        | ایالات متحده آمریکا | نیویورک                                                                                           | 55 million                                   | 18 million           | US$250 million     | ۳۰۰۰    |
| کتابخانه و بایگانی‌های کانادا  | کانادا              | اتاوا                                                                                             | 54 million                                   |                      | C$116.9 million    | ۸۷۴     |
| کتابخانه ایالتی روسیه         | روسیه               | مسکو                                                                                              | 48.1 million                                 | 498,000              | ₽2.7 billion       | ۱۶۱۳    |
| کتابخانه شورای ملی ژاپن       | ژاپن                | توکیو و کیوتو                                                                                     | 44.1 million                                 | 791,370              | ¥21.8 billion      | ۹۰۸     |
| کتابخانه ملی آلمان            | آلمان               | لایپزیگ و فرانکفورت                                                                               | 43.7 million                                 | 350,713              | €57.6 million      | ۶۳۹     |
| کتابخانه سلطنتی دانمارک       | دانمارک             | کپنهاگ و آرهوس                                                                                    | 42.5 million (physical items, excl. digital) | 1.45 million         | 523.8 million kr   | ۸۰۰+    |
| کتابخانه ملی چین              | چین                 | پکن                                                                                               | 43.27 million                                | 5.2 million          |                    | ۱۳۶۵    |
| کتابخانه‌های دانشگاه کالیفرنیا | ایالات متحده آمریکا | برکلی، دیویس، ارواین، لس آنجلس، مرسد, ریورساید، سن دیگو، سان‌فرانسیسکو, سانتا باربارا و سانتا کروز | 40.8 million                                 |                      | US$295 million     | 2,000+  |
| کتابخانه ملی فرانسه           | فرانسه              | پاریس                                                                                             | 40 million                                   | 1.3 million          | €254 million       | 2,668   |
| کتابخانه دانشگاه ایلینوی      | ایالات متحده آمریکا | اوربانا، ایلینوی                                                                                  | 38 million                                   |                      | US$48.7 million    |         |
| کتابخانه ملی روسیه            | روسیه               | سنت پترزبورگ                                                                                      | 36.5 million                                 | 1 million            | ₽569.2 million     | ۱۸۵۰    |
| کتابخانه ایالتی باواریا       | آلمان               | مونیخ                                                                                             | 34.4 million                                 | 1.1 million          | €59.1 million      | ۸۰۵     |
| کتابخانه ملی اسپانیا          | اسپانیا             | مادرید                                                                                            | 33.1 million                                 |                      | €29.2 million      | ۴۸۲     |
| کتابخانه آکادمی علوم روسیه    | روسیه               | سنت پترزبورگ                                                                                      | 26.5 million                                 |                      |                    |         |
| کتابخانه دولتی برلین          | آلمان               | برلین                                                                                             | 23.4 million                                 | 1.4 million          |                    |         |
| کتابخانه عمومی بوستون         | ایالات متحده آمریکا | بوستون                                                                                            | 22.4 million                                 |                      | US$38.9 million    |         |
| کتابخانه ایالتی نیویورک       | ایالات متحده آمریکا | آلبانی، نیویورک                                                                                   | 20 million                                   |                      |                    |         |
| کتابخانه دانشگاه هاروارد      | ایالات متحده آمریکا | کمبریج، ماساچوست                                                                                  | 18.9 million                                 |                      |                    | ۹۲۲     |
| کتابخانه ملی سوئد             | سوئد                | استکهلم                                                                                           | 18 million                                   |                      | 364.5 million kr   |         |
| کتابخانه دانشگاه میشیگان      | ایالات متحده آمریکا | ان آربر، میشیگان                                                                                  | 16.1 million                                 |                      |                    |         |
| کتابخانه ملی ورنادسکی اوکراین | اوکراین             | کی‌یف                                                                                              | 15.5 million                                 | 500,000              | 50.3 million ₴     | ۹۰۰     |
| کتابخانه دانشگاه ییل          | ایالات متحده آمریکا | نیوهیون، کنتیکت                                                                                   | 15.2 million                                 |                      |                    |         |
| کتابخانه ملی ایران            | ایران               | تهران                                                                                             | 15.0 million                                 |                      |                    |         |
|                               |                     |                                                                                                   |                                              |                      |                    |         |

## بزرگترین کتابخانه‌های دانشگاهی
در میان کتابخانه‌های دانشگاهی، بزرگ‌ترین کتابخانه‌های قاره آمریکای شمالی به‌ترتیب عبارت اند از:
| کتابخانه                                    | تعداد نسخهٔ کتاب |
| ------------------------------------------- | --------------- |
| کتابخانهٔ دانشگاه هاروارد                    | ۱۶٬۲۵۰٬۱۱۷      |
| کتابخانهٔ دانشگاه یِیل                        | ۱۲٬۵۱۹٬۵۱۴      |
| کتابخانه دانشگاه ایلینوی در اوربانا شامپاین | ۱۱٬۶۸۶٬۰۶۰      |
| کتابخانهٔ دانشگاه برکلی                      | ۱۱٬۰۸۷٬۶۸۷      |
| کتابخانه دانشگاه کلمبیا در شهر نیویورک      | ۱۰٬۲۹۶٬۸۱۶      |
| کتابخانه دانشگاه تگزاس در آستین             | ۹٬۴۴۷٬۴۳۴       |

## کتابخانهٔ بریتانیا
بزرگ‌ترین کتابخانه جهان، «کتابخانه بریتانیا» است که در لندن قرار دارد. این کتابخانه بین ۱۷۰ تا ۲۰۰ میلیون منبع از کشور‌های مختلف را دارا است.

## کتابخانهٔ کنگرهٔ آمریکا
بر طبق روایت‌های دیگری، کتابخانه کنگره آمریکا، که متعلق به کنگره آمریکا است، با دارا بودن ۱۳۴ میلیون عنوان کتاب، به بزرگ‌ترین کتابخان جهان مشهور است و نیاز به ۸۰۰ کیلومتر قفسه جهت ذخیره‌سازی کلکسیون خود دارد (بنابراین، از لحاظ حجم ذخایر از کتابخانه بریتانیا بزرگ‌تر است).
گنجینهٔ کتب فارسی این کتابخانه حاوی کتب ارزشمندی همچون نسخه‌های خطی کتاب‌های اسکندرنامه، نظامی گنجوی، سفرنامهٔ ناصرالدین شاه قاجار، و تفسیر سیزده جلدی مثنوی مولانا جلال‌الدین رومی، اثر محمدتقی جعفری است.

## دیگر کتابخانه‌های بزرگ
از دیگر کتابخانه‌های بزرگ جهان می‌توان کتابخانه ملی فرانسه و کتابخانهٔ عمومی شهر نیویورک را نام برد.
هم‌چنین کتابخانهٔ ملی اسرائیل با ۵ میلیون نسخه دارایی، مالک بزرگ‌ترین کتابخانهٔ جهان به زبان عبری و در مورد دین و موضوعات مربوط به یهودیت است.